# 米歇尔·塔拉格朗
米歇尔·皮埃尔·塔拉格朗（法語：Michel Pierre Talagrand，1952年2月15日—），法国数学家，研究领域为泛函分析、概率论及其应用。1997年3月，塔拉格朗当选为法国科学院通讯院士，2004年11月在当选为正式院士。2019年，塔拉格朗荣获邵逸夫奖。在2024年，塔拉格朗因對概率论和泛函分析及其在數學物理學和統計學中的應用做出的重要貢獻而榮獲阿貝爾獎。

## 生平
米歇爾·塔拉格蘭德表示，如果说他父親是數學专业师资获得者，他選擇這個專業是出於必要：“15歲時，我患有多處视网膜脱落，十年來，我一直生活在失明的恐懼之中。”
他在里昂大學學習並從事泛函分析工作後，於22歲(1974年)時加入了法國國家科學研究中心（CNRS）。同年，他在數學總成績中獲得第一名。四年後，他獲得了法國國家科學研究中心頒發的銅牌。
吉爾·皮西爾（Gilles Pisier）和維塔利·米爾曼（Vitali Milman）激發了他對概率论的興趣，他們鼓勵他將研究重點放在概率论中测度的集中上。

## 学术成就

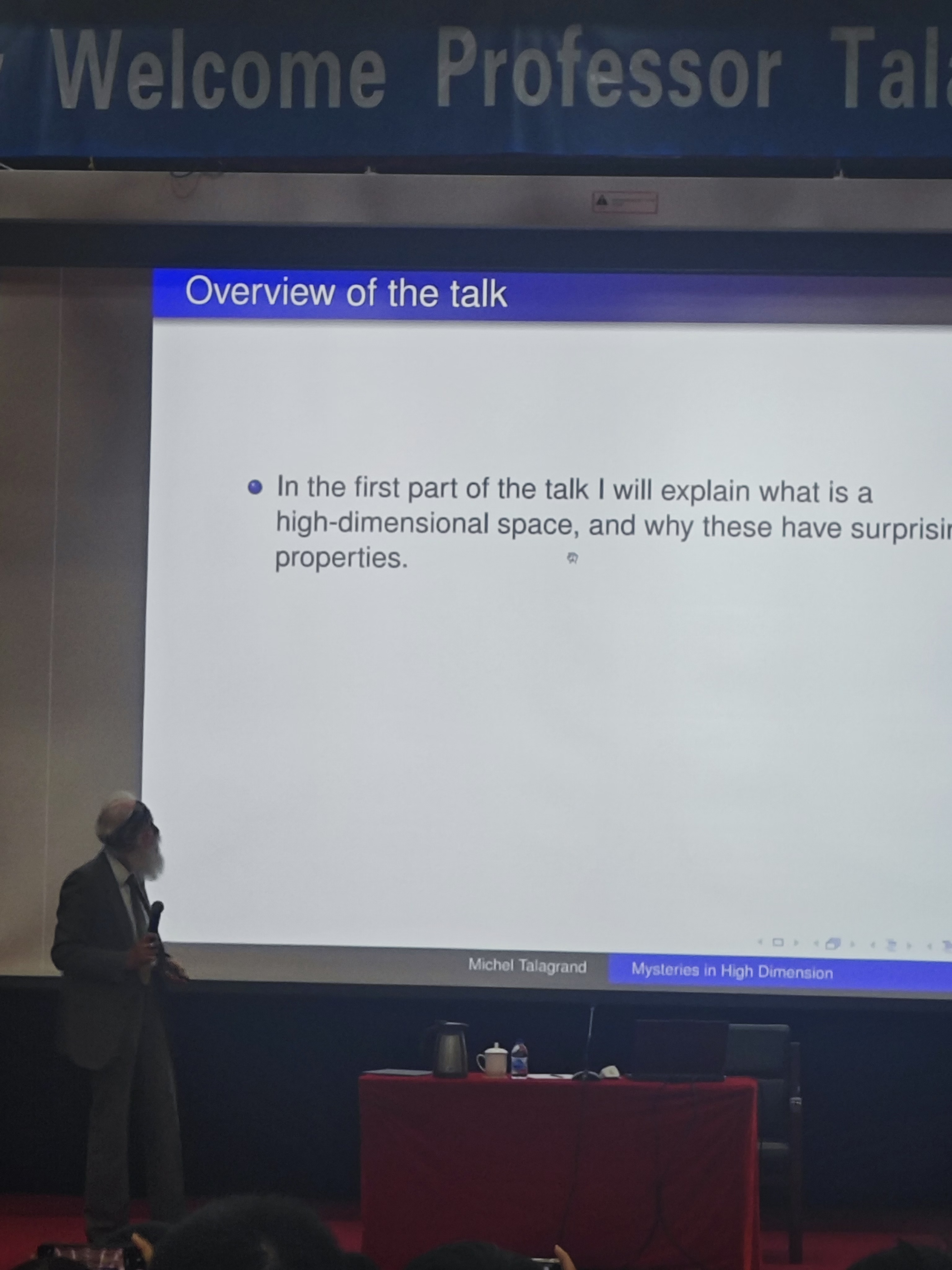
塔拉格朗在获得阿贝尔奖后，前往北京航空航天大学讲述自己的研究成果

塔拉格朗是一位研究领域广泛并且非常多产的数学家，他主要研究成果如下：在随机过程领域中，他发展了Generic Chaining方法从而确定高斯过程的上下界。在概率论领域中，他研究测度的集中和等周定理，通过重新定义点与积空间子集的距离，他成功地证明了一系列不等式。巴拿赫空间中的许多概率论经典问题可以用这些不等式解决。这些不等式也可以推广应用到许多涉及随机变量的领域，比如统计力学、随机矩阵、理论计算机科学和统计学。
近年来，他的主要兴趣是用数学方法研究理论物理中的[自旋玻璃态问题，他补全了2021年诺贝尔奖物理学奖得主乔治·帕里西的得奖工作，证明了帕西里提出的公式。

## 个人生活
因为遗传病，五岁时，塔拉格朗一只眼睛视网膜脱落，十五岁时另一只眼睛的视网膜也脱落了。